# Pratteln
 (février 2023).
Si vous disposez d'ouvrages ou d'articles de référence ou si vous connaissez des sites web de qualité traitant du thème abordé ici, merci de compléter l'article en donnant les références utiles à sa vérifiabilité et en les liant à la section « Notes et références ».
Pratteln est une ville et une commune suisse du canton de Bâle-Campagne, située dans le district de Liestal.

## Géographie

### Situation
La commune de Pratteln s'étend sur 10,69 km2. Lors du relevé de 2013-2018, les surfaces d'habitations et d'infrastructures représentaient 46,4 % de sa superficie, les surfaces agricoles 24,6 %, les surfaces boisées 28,0 % et les surfaces improductives 1,3 %.
| Grenzach-Wyhlen (DE) | Kaiseraugst | Kaiseraugst |
| Muttenz              | Pratteln    | Füllinsdorf |
| Gempen               | Frenkendorf |             |

### Transports
La ville de Pratteln est reliée à Bâle par la ligne 14 de tram. Elle est également sur les lignes ferroviaires CFF Bâle-Olten et Bâle-Zurich, où elle dispose d'une gare desservie par deux lignes du RER Bâlois. Enfin, elle se trouve sur le tracé de l'autoroute A2.

## Histoire

Vue aérienne de 500 m par Walter Mittelholzer (1922).

Située sur les bords du Rhin, au pied du plateau du Gempen, le village est cité pour la première fois sous le nom de Brattelo en 1103, comme dépendance du couvent St-Alban, de Bâle. Bien auparavant, la région est colonisée à partir du néolithique comme en témoignent les fouilles archéologiques menées dans la région et qui ont également mis au jour des tombes celtes, romaines et médiévales.
À partir de 1250, date de fondation de l'église locale, la commune est possession de la famille Eptinger. Lors du tremblement de terre de Bâle de 1356, les deux châteaux de la famille, construits respectivement sur une colline et dans le village, sont détruits. La bataille de Pratteln en 1444 verra la victoire du dauphin de France Louis XI sur les confédérés mais sans pour autant aboutir à un traité désavantageux. En 1476, la commune reçoit de l'empereur Frédéric III du Saint-Empire une exemption d'impôts et le droit de tenir chaque année un marché du 1er au 3 octobre. En 1521, l'ensemble des possessions de la famille Eptinger est vendu à la ville de Bâle et Pratteln rejoint alors la Confédération suisse.
Lors des troubles liés à la séparation du canton de Bâle, le village est partiellement détruit le 3 août 1833 et rejoint le demi-canton suisse de Bâle-Campagne. Le 7 juin 1837 démarre l'extraction de saumure du marais salant, marquant ainsi le début de l'industrialisation de la commune.
De nos jours, la commune fait partie des faubourgs de Bâle. Plusieurs industries s'y sont implantées, bien que la municipalité ait protégé le centre et le sud de village pour y offrir des logements de meilleure qualité correspondant à un niveau de vie élevé. La ville de 15 000 habitants compte cependant le plus fort taux d'étrangers de tout le canton de Bâle, particulièrement concentrés dans les quartiers de Plattenbau « Längi » et « Rankacker ».

## Démographie

### Évolution de la population
Pratteln compte 16 458 habitants au 31 décembre 2022 pour une densité de population de 1 540 hab/km2. Sur la période 2010-2019, sa population a augmenté de 8,6 % (canton : 5,5 % ; Suisse : 9,4 %).  

### Pyramide des âges
En 2020, le taux de personnes de moins de 30 ans s'élève à 31,7 %, au-dessus de la valeur cantonale (29,6 %). Le taux de personnes de plus de 60 ans est quant à lui de 26,1 %, alors qu'il est de 29,1 % au niveau cantonal.
La même année, la commune compte 8 271 hommes pour 8 335 femmes, soit un taux de 49,8 % d'hommes, supérieur à celui du canton (49,1 %).
| Hommes | Classe d’âge | Femmes |
| ------ | ------------ | ------ |
| 0,7    | 90 ans ou +  | 1,5    |
| 7,6    | 75 à 89 ans  | 10,1   |
| 15,5   | 60 à 74 ans  | 16,7   |
| 21,4   | 45 à 59 ans  | 20,2   |
| 22,3   | 30 à 44 ans  | 20,6   |
| 17,4   | 15 à 29 ans  | 16,8   |
| 15,0   | - de 14 ans  | 14,1   |

| Hommes | Classe d’âge | Femmes |
| ------ | ------------ | ------ |
| 0,8    | 90 ans ou +  | 1,5    |
| 9,1    | 75 à 89 ans  | 11,3   |
| 17,4   | 60 à 74 ans  | 18,0   |
| 22,9   | 45 à 59 ans  | 22,5   |
| 18,9   | 30 à 44 ans  | 18,6   |
| 15,9   | 15 à 29 ans  | 14,5   |
| 15,1   | - de 14 ans  | 13,7   |

## Économie

### Entreprises

Zone industrielle de Pratteln.

Parmi les nombreuses entreprises ayant une fabrique à Pratteln, on trouve Henkel (produits de soins et d’entretien), Bombardier Transport (fabrication de wagons), Buss (malaxeuses industrielles) ou Rohner (un groupe chimique).

### Tourisme
Le parc aquatique Aquabasilea se situe sur le territoire communal. Ce parc aquatique est un des plus grands d'Europe.

## Culture et patrimoine

### Héraldique
| Blason | Blasonnement : D'or à la bordure de sable à l'aigle du même becquée, lampassée et membrée de gueules, posée en fasce. |

### Monuments et curiosités
- L'église paroissiale réformée Saint-Léger est un bâtiment à une nef avec chœur polygonal. Sa construction remonte à 1250. Elle a été reconstruite en 1468 après un incendie et prolongée en 1642[7].
- Le château à douves dont le noyau remonte à 1275 a été agrandi après 1468, en 1557-58 et à la fin du XVIIe siècle. Autrefois résidence des seigneurs d'Eptingen, il servit jusqu'au XVIIIe siècle de résidence à des patriciens venus de la ville. Il abrite actuellement le musée régional.
- Hôtel de ville qui date du XVIe siècle.
- Un peu à l'extérieur de la ville, ancienne tour de forage datant de 1837.

### Personnalités
Paul Sacher, chef d’orchestre et industriel, est originaire de Pratteln.